# Frankie Oviedo
Frankie Oviedo, né le 21 septembre 1973 à Cali (Colombie), est un footballeur colombien, qui évoluait au poste de milieu de terrain à l'América Cali, au Deportes Quindío, au Club América, au CF Puebla, au Pachuca FC, au Club Necaxa, au Deportivo Táchira et au Boyacá Chicó ainsi qu'en équipe de Colombie.
Oviedo marque quatre buts lors de ses vingt-quatre sélections avec l'équipe de Colombie entre 1999 et 2005. Il participe à la Gold Cup en 2000 avec la Colombie.

## Carrière
- 1993-1994 :  América Cali
- 1995 :  Deportes Quindío
- 1996 :  América Cali
- 1997 :  Deportes Quindío
- 1999-2000 :  América Cali
- 2000-2004 :  Club América
- 2004-2005 :  CF Puebla
- 2005-2006 :  Club Necaxa
- 2006-2007 :  Pachuca FC
- 2007-2008 :  Deportivo Táchira
- 2008 :  Boyacá Chicó [2]

## Palmarès

### En équipe nationale
- 24 sélections et 4 buts avec l'équipe de Colombie entre 1999 et 2005
- Finaliste de la Gold Cup 2000

### Avec l'América Cali
- Vainqueur de la Copa Merconorte en 1999
- Vainqueur du Championnat de Colombie en 1997

### Avec le Club América
- Vainqueur de la Coupe des géants de la CONCACAF en 2001
- Vainqueur du Championnat du Mexique en 2002 (Tournoi d'été)

### Avec Boyacá Chicó
- Vainqueur du Championnat de Colombie en 2008 (Tournoi d'ouverture)